# Vườn quốc gia Núi Iglit–Baco
Vườn quốc gia Núi Iglit–Baco là một khu bảo tồn thiên nhiên nằm trên đảo Mindoro, miền trung Philippines. Được thành lập vào năm 1970 với diện tích 75.445 hécta (186.430 mẫu Anh), vườn quốc gia này bảo vệ khu vực tự nhiên xung quanh hai ngọn núi Iglit và Baco ở trung tâm hòn đảo. Được công nhận là vườn di sản ASEAN từ năm 1984, đây là một trong những địa điểm đầu tiên có được danh hiệu này. Ngoài ra, nó cũng là một di sản thế giới dự kiến của UNESCO từ năm 2006.

## Địa lý
Vườn quốc gia nằm ở khu vực trung tâm phía nam của Mindoro thuộc các đô thị Sablayan, Calintaan, Rizal, San Jose của Occidental Mindoro, và Bongabong, Mansalay của Oriental Mindoro. Nó có địa hình hiểm trở bao gồm các sườn dốc, hẻm núi sông, núi và cao nguyên. Ở phần phía bắc của vườn quốc gia là núi Baco cao 2.488 mét (8.163 ft) so với mực nước biển. Núi Iglit cao tới 2.364 mét (7.756 ft) nằm ở phía nam của núi Baco. Vườn quốc gia có 8 con sông chính chảy qua, bao gồm cả sông Lamintao và Anahawin đổ ra biển Đông.
Đây là nơi sinh sống của một số dân tộc như Batangan, Mangyan, Hanunu'o và Bangan. Người Mangyan phụ thuộc vào khu vực này khi có các hoạt động canh tác truyền thống và săn bắn động vật trong vườn quốc gia. Điều này đã khiến nhiều đồng cỏ trở thành các bãi chăn thả gia súc cũng như nhiều khu vực nông nghiệp đốt nương làm rẫy.

## Động thực vật
Thảm thực vật chủ yếu tại vườn quốc gia là những đồng cỏ tự nhiên, rừng khộp đất thấp và rừng nhiệt đới trên các sườn núi. Ở phần phía nam vườn quốc gia gần sông Lamintao là một khu rừng muồng tím rộng 367 hécta (910 mẫu Anh), cùng với một khu rừng phi lao dọc theo sông Anahawin. Phần còn lại của vùng đất thấp là những đồng cỏ mở. Những khu rừng rộng lớn nhất của vườn quốc gia nằm ở phần phía bắc xa xôi, trong khu vực núi Baco.
Các loài thực vật bản địa đáng chú ý như gụ Philippines, thông Philippines, hồng nhung, móng cọp xanh.
Về động vật, vườn quốc gia là nơi trú ẩn cuối cùng của loài trâu rừng Philippines đặc hữu cực kỳ quý hiếm. Chúng chỉ được tìm thấy tại các đồng cỏ mở ở vườn quốc gia. Thống kê tháng 4 năm 2018, số lượng loài này có khoảng 523 cá thể. Do mất môi trường sống cùng với việc săn bắn quá mức khiến chúng trở thành một trong số những loài bị đe dọa tuyệt chủng trầm trọng nhất thế giới.
Ngoài ra, vườn quốc gia còn là nơi sinh sống của một số loài đáng chú ý khác như chuột leo cây Mindoro, dơi quạ mặt sọc Mindoro, Hươu nâu Philippines, lợn rừng Philippines, bồ câu hoàng gia Mindoro, bìm bịp mào đen, chim sâu khoang cổ đỏ, cú mèo Mindoro,.